# Alexandre Glasberg
Pour les articles homonymes, voir Glasberg.
Alexandre Glasberg, dit l’abbé Glasberg, né en 1902 à Jytomyr (Ukraine), mort en 1981, est un prêtre catholique et résistant du XXe siècle. 
D’origine juive, il se convertit dans sa jeunesse et exerce la prêtrise en France. Il joue un rôle actif dans la Résistance lors de la Seconde Guerre mondiale, contribuant au sauvetage de nombreux Juifs, et s’investit après la guerre dans la mise en place de réseaux d’exfiltration des Juifs vers Israël, participant aux opérations Exodus et Ezra et Néhémie. En France, il se consacre à l’accueil des réfugiés.

## Années de formation
À l'origine de religion juive, Alexandre Glasberg se convertit au catholicisme ainsi que sa famille dans des circonstances qui restent inconnues ; un de ses frères, Vila Glasberg, alias Victor Vermont, sera arrêté lors des rafles anti-juives, déporté à Auschwitz, dont il ne reviendra pas, et sera nommé Juste en même temps que lui. Vila Glasberg est né le 29 novembre 1907 à Jytomyr (Ukraine). Sa dernière adresse est au château de Bégué à Cazaubon dans le Gers. Il est déporté par le Convoi n° 69, en date du 7 mars 1944, de Drancy vers Auschwitz. Il est âgé de 36 ans.

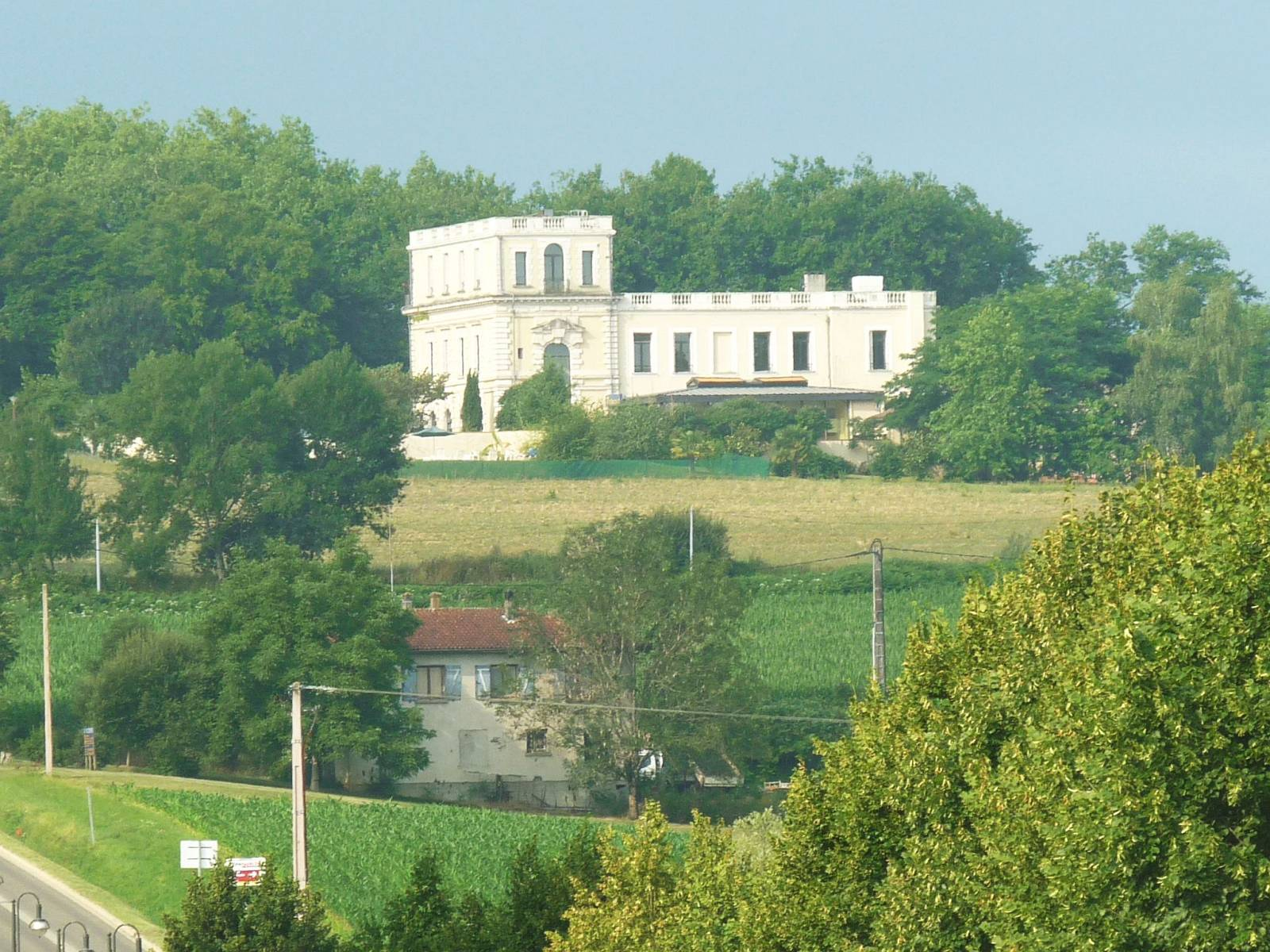
Le château du Bégué vu de Barbotan.

En 1921, Alexandre Glasberg est à Vienne (Autriche), pour fuir Jitomir, ou pour faire des études. Dix ans plus tard, il arrive en France, où il est « rebaptisé sous condition » en 1933. Après une expérience à la Trappe de Sept-Fons, il entre au grand séminaire de Moulins, puis au séminaire universitaire de Lyon. Parmi les professeurs, se trouve le père Henri de Lubac de l'ordre des Jésuites.
Ordonné prêtre en 1938, il est nommé vicaire de la paroisse Notre-Dame de Saint-Alban, un faubourg pauvre de Lyon, dont le curé, Laurent Remilleux, effectue un travail de pionnier dans l’accueil aux réfugiés et l’aide sociale.

## Seconde Guerre mondiale
En 1940, l'abbé Glasberg, dans la suite logique de son travail à Saint-Alban, est nommé par le cardinal Gerlier délégué du Comité d’aide aux réfugiés (CAR).
Pendant la Seconde Guerre mondiale, il est l'un des premiers, dès 1940, à se préoccuper du sort de la population étrangère internée dans les camps. Il entre dans le Comité de coordination pour l’assistance dans les camps, dit Comité de Nîmes. Vers la mi-1941, il met en place, avec le docteur Joseph Weill de l’OSE, une direction des centres d’accueil (DCA) . Grâce à des démarches obstinées, et en s’aidant du prestige du cardinal Gerlier, il obtient de faire transférer quelques centaines de détenus des camps vers cinq centres qu’il a créés : les centres de Chansaye dans le Rhône (Roche d’Ajoux), le centre de Pont-de-Manne dans la Drôme, le centre de Vic-sur-Cère dans le Cantal, le centre du Lastic à Rosans dans les Hautes-Alpes, et le centre de Cazaubon dans le Gers.
Début 1942, avec le père Chaillet, Jean-Marie Soutou et une jeune étudiante, Germaine Ribière, il fonde le groupe de résistance L’Amitié chrétienne, dont le but est d'aider les juifs et les victimes du nazisme. Ninon Hait, alsacienne d'origine juive, qui a été à cette époque la secrétaire de l'abbé Glasberg, le surnommera le « jongleur de Notre-Dame ». Durant l'été 1942, il participe activement à l'opération de sauvetage de 108 enfants juifs détenus dans le camp de Vénissieux.
Il est nommé curé à l'Honor-de-Cos dans le hameau de Léribosc par Pierre-Marie Théas, évêque de Montauban, en 1943 sous le nom de l'abbé Corvin. Durant cette période, il est un membre actif de la Résistance en Tarn-et-Garonne en occupant un poste au sein du Comité départemental de Libération présidé par Paul Guiral, alias Daumier ou Gérome.

## Après-guerre

### Action en France
Dès la libération, l’abbé Glasberg fonde le Centre d’orientation sociale des étrangers (COSE), œuvre originale de soutien juridique et d'intégration sociale et professionnelle des réfugiés de l’après guerre démunis de tout. À la fin de la guerre d'Algérie, le COSE devient le COS, dans le but d'accueillir les Harkis, qui ont la nationalité française.
En 1968, il dénonce les atteintes au droit d’asile en France. Ses réflexions et projets influencent la création, en 1971, de l'association France terre d'asile.

### Des relations étroites avec Israël
Après la guerre, il est en relation avec le Mossad et aide de nombreux Juifs à émigrer vers Israël. En particulier, il est à l'origine du succès de l'épopée de l’Exodus. Avec Rose Warfman (née Gluck), il fabrique de faux papiers d'identité pour les passagers de l’Exodus.  
Après la proclamation de l'indépendance de l'État d'Israël, le 14 mai 1948, il met en contact les troupes juives entre Jérusalem Ouest et Est par de discrets contacts qui passent par l'intermédiaire des communautés catholiques implantées à Jérusalem.  Pour le compte de la Haganah, il se charge d'acheter des armes en Tchécoslovaquie et de les faire transiter par la Corse.
En 1951, il participe à l'opération Ezra et Néhémie, un pont aérien organisé par le Mossad pour évacuer les Juifs irakiens, très menacés à la suite de la victoire israélienne lors de la guerre de 1948. 
Lors de voyages en Israël, il place beaucoup d'espoir dans l'aspect social des kibboutz. Mais, après la guerre des Six Jours, il est déçu par la tournure que prennent les événements. Il est ensuite à l'origine de mouvements pacifistes regroupant Israéliens et Palestiniens. 
En 2004, il reçoit à titre posthume la médaille des Justes parmi les nations.